# Stephanie Savage
Stephanie Savage är en kanadensisk producent och manusförfattare för Wonderland Sound and Vision. Mest känd är hon för OC och Gossip Girl.